# دریاچه تونس

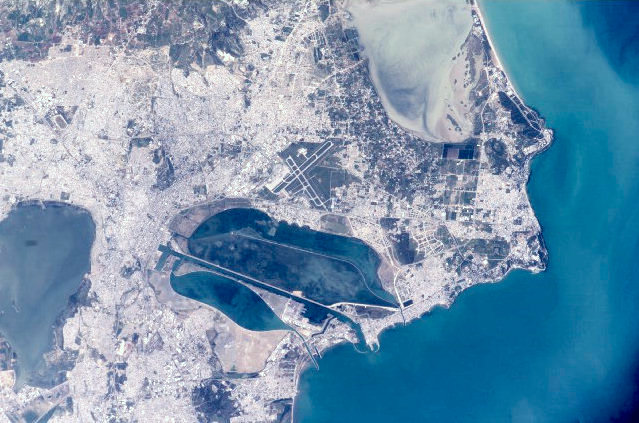
نگارهٔ ماهواره‌ای دریاچه تونس.

دریاچهٔ تونِس (به عربی: بُحَیرة تونس) نام ماندابی طبیعی است که در میان شهر تونس و خلیج تونس قرار گرفته‌است.
شهر تونس پایتخت کشور تونس است.
مساحت این دریاچه ۳۷ کیلومتر مربع است و نسبت ژرفای آن به مساحتش بسیار کم است. این دریاچه در قدیم بندرگاه طبیعی شهر تونس بود.
رومیان در قدیم بندی در میان این دریاچه ساختند که این بند امروزه به عنوان آزادراهی میان شهر تونس و شهرهای بندری تونس استفاده می‌شود.
به تازگی دولت تونس با سرمایه‌گذاری شرکت ساما دبی امارات متحده طرحی برای ایجاد یک مرکز نوین تجاری، مسکونی و گردشگری در کرانه‌های جنوبی این دریاچه در دست تهیه و اجرا دارد.
بخش شمالی دریاچه جزیره‌ای به نام شکلی را نیز شامل می‌شود.